# Батакович, Душан
Ду́шан Т. Ба́такович (серб. Душан Т. Батаковић, 23 апреля 1957, Белград — 27 июня 2017, там же) — сербский историк и дипломат, директор Института балканистики САНУ

## Биография
В 1982 году получил диплом на Кафедре истории Философского факультета в Белграде. Степень магистра исторических наук присвоена в 1988 году. В Университете Сорбонны в Париже (Université de Paris — Sorbonne, Paris IV) проходил докторантуру (1991—1996), и в январе 1997 года получил степень доктора по защите диссертации: «Франция и формирование парламентарной демократии в Сербии, 1830—1914» (фр. La France et la formation de la démocratie parlementaire en Serbie 1830-1914).
С 1983 по 1992 работал в Историческом институте в Белграде. С 1992 г. — в Институте балканистики Сербской академии наук и искусств (САНУ). С апреля 1998 года на Философском факультете в Белграде читал лекции по предметам: Введение в исторические исследования и Общая история нового века. В октябре 2005 года был избран директором Института балканистики САНУ, главным редактором ежегодного журналаБалканика и всех специализированных изданий Института. В сентябре 2008 года был избран заместителем директора САНУ, одновременно был избран президентом Международного комитета Сербской ассоциации по изучению Юго-Восточной Европы (англ. AIESEE). Вице-президентом Ассоциации стал в сентябре 2009 года.
Работая советником Сербской православной церкви по связям с Косово и председателем Совета за демократические перемены (1997—2000), Батакович после демократических перемен в октябре 2000 года был назначен послом Союзной Республики Югославии в Греции (2001—2005) и в то же время послом без резиденции в Армении. Исполняя должность советника президента Сербии с июля 2005 года, а также работая членом Государственной делегации на переговорах о будущем статусе Косово и Метохии с ноября 2005 года, Батаковиич в июле 2007 года, указом президента Бориса Тадича, был назначен послом Сербии в Канаде. Новую должность посла Сербии во Франции принял в марте 2009.
Наряду с чтением лекций в нескольких европейских и американских университетах, Батакович в рамках Фонда для европейской истории и цивилизации (фр. La Fondation pour une histoire de la civilisation européenne), центр которого находится в Париже, был представителем Балкан в жюри по присуждению Европейской премии в области истории (1995—2000).

## Исторические работы
Батакович опубликовал и подготовил к печати значительное число книг (монографий, сборников статей, мемуаров и документов). Он является автором свыше сотни научных работ. Его исследования посвящены изучению сербско-албанских отношений, рассмотрению влияния религии и идеологии на национализм балканских и южнославянских народов, освещению европейского контекста сербской истории, а также рассмотрению влияния коммунизма на развитие Сербии и сербского вопроса в полном объёме. Его монография об истории югославского пространства в XIX и XX вв. (фр. La Yougoslavie: nations, religions, idéologies) находится на списке учебной литературы, рекомендуемой студентам и аспирантам во французских университетах, а также во франкоязычных университетах в Швейцарии, Бельгии и в Канаде.
Новая история сербского народа, (Белград, 2000), отредактированная и написанная Батаковичем в сотрудничестве с тремя другими сербскими историками, была переведена на корейский язык, (Сеул, 2000 г.), а в 2005 г. вышла в свет на французском языке (фр. Histoire du peuple serbe).
Вместе с другими монографиями на французском языке (фр. Kosovo. La spirale de la haine, Kosovo. Un conflit sans fin) в мировой научной литературе регулярно цитируются и его монографии на английском языке: англ. The Kosovo Chronicles, а также история сербов из Боснии и Герцеговины (англ. The Serbs of Bosnia and Herzegovina. History and Politics). Трилогия о Косово на сербском языке (серб. Дечанско питање, Косово и Метохија у српско-арбанашким односима, Косово и Метохија. Историја и идеологија) посвящена истории сербско-албанских отношений в XIX и XX вв.
Д. Батакович — автор документального телесериала (в пяти частях) «Время красных» (серб. Црвено доба), в котором он в сотрудничестве с молодыми историками через многочисленные свидетельские показания жертв и их потомков осветил феномен красного террора — коммунистических преступлений в Сербии и Черногории в 1944—1947 гг.